# 미이케군

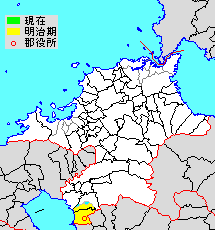
후쿠오카현 미이케군의 위치 (하늘색: 후에 다른 군에서 편입된 구역)

미이케군(일본어: 三池郡)은 일본 후쿠오카현(지쿠고국)에 있던 군이다.

## 군역
1878년 행정 구역으로 발족 당시의 군역은 아래 구역에 해당한다.
- 오무타시 전역
- 미야마시의 일부

## 역사
- 1878년 11월 1일 - 군구정촌 편제법이 후쿠오카현에서 시행됨에 따라 행정 구역으로서의 미이케군이 발족.

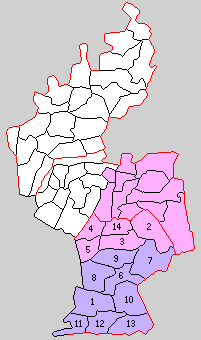
1.오무타정 2.하에촌 3.후타카와촌 4.에노우라촌 5.히라키촌 6.긴스이촌 7.가미우치촌 8.데가마촌 9.구라나가촌 10.미이케정 11.미카와촌 12.하야메촌 13.다마가와촌 14.이와타촌 (보라: 오무타시 분홍: 미야마시)

- 1889년 4월 1일 - 정촌제 시행으로, 아래의 정촌이 발족. 따로 표기한 경우 외에는 현 오무타시.(2정 12촌)
  - 오무타정(大牟田町)
  - 하에촌(飯江村): 현 미야마시
  - 후타카와촌(二川村): 현 미야마시
  - 에노우라촌(江浦村): 현 미야마시
  - 히라키촌(開村): 현 미야마시
  - 긴스이촌(銀水村)
  - 가미우치촌(上内村)
  - 데가마촌(手鎌村)
  - 구라나가촌(倉永村)
  - 미이케정(三池町)
  - 미카와촌(三川村)
  - 하야메촌(駛馬村)
  - 다마가와촌(玉川村)
  - 이와타촌(岩田村): 현 미야마시
- 1907년 5월 1일 - 긴스이촌·가미우치촌·데가마촌·구라나가촌이 합병하여, 새로이 긴스이촌이 발족.(2정 9촌)
- 1912년 10월 1일 - 미카와촌이 정제 시행으로 미카와정(三川町)이 됨.(3정 8촌)
- 1917년 3월 1일 - 오무타정이 시제 시행으로 오무타시(大牟田市)가 되어, 군에서 이탈.(2정 8촌)
- 1929년 4월 1일 - 미카와정이 오무타시에 편입.(1정 8촌)
- 1931년 10월 1일 - 이와타촌·후타카와촌·에노우라촌이 합병하여, 다카타촌(高田村)이 발족.(1정 6촌)
- 1938년 4월 17일 - 하야메촌이 정제 시행으로 하야메정(駛馬町)이 됨.(2정 5촌)
- 1941년 4월 1일 - 미이케정·하야메정·긴스이촌·다마가와촌이 오무타시에 편입.(3촌)
- 1942년 4월 1일 - 하에촌·히라키촌이 다카타촌에 편입.(1촌)
- 1958년 8월 1일 - 다카타촌이 정제 시행으로 다카타정(高田町)이 됨.(1정)
- 1959년 4월 10일 - 다카타정이 야마토군 야마카와촌의 일부를 편입.
- 2007년 1월 29일 - 다카타정이 야마토군 세타카정·야마카와정과 합병하여 미야마시(みやま市)가 발족. 당일 미이케군은 폐지됨.